# 恩格尔布雷希彻维尔德尼斯
恩格尔布雷希彻维尔德尼斯（德語：Engelbrechtsche Wildnis，意为“恩格尔布雷希特的荒地”）是德国石勒苏益格－荷尔斯泰因州的一个市镇。总面积5.13平方公里，总人口915人，其中男性493人，女性422人（2011年12月31日），人口密度178人/平方公里。